# Crash Bandicoot (gra komputerowa)
Crash Bandicoot – pierwsza gra z serii Crash Bandicoot wydana w 1996 roku na PlayStation.

## Opis fabuły
Szalony naukowiec – Dr. Neo Cortex i jego pomocnik – Dr. Nitrus Brio zamierzają podbić świat przy pomocy zwierząt-mutantów, tworzonych przy pomocy skonstruowanej przez Nitrusa maszyny zwanej Evolvo-Ray. Jednym z tych stworzeń jest Crash – będący jamrajem pasiastym. Aby zwierzęta stały się mu jeszcze bardziej posłuszne, Cortex stworzył także Cortex Vortex – maszynę służącą do prania mózgu. Podczas gdy zły naukowiec podejmuje próbę użycia jej w celu uzyskania kontroli nad Crashem, ten ucieka z laboratorium. Słyszy przy tym jednak, że Cortex planuje porwać samicę jamraja – Tawnę. Uciekając, wpada do wody; budzi się następnie na N. Sanity Beach, gdzie zaczyna się jego przygoda. Musi uratować Tawnę oraz zapobiec zniszczeniu świata.
Akcja pierwszej części serii toczy się na archipelagu trzech wysp na południowy wschód od Australii. Gracz przemierza kolejno każdą z nich, aby w końcu na ostatniej zmierzyć się z głównym bossem – Dr. Cortexem.